# شفيق رسول
شفيق رسول (ولد في 15 أبريل عام 1977 في إنجلترا) واعتقل إداريًا خارج نطاق القانون والقضاء في معتقل غوانتانامو من قبل الولايات المتحدة ، وكان رقم الاعتقال التسلسلي الخاص به 86.
اكتشفت عائلته اعتقاله عندما اتصلت بهم وزارة الخارجية البريطانية في 21 يناير 2002. وأطلق سراحه في مارس 2004 ، بعد حوالي ثلاثة أشهر من عودته إلى المملكة المتحدة قام برفع الدعوى القضائية المشهورة ضد حكومة الولايات المتحدة والمعروفة بـ رسول ضد بوش.
في أغسطس 2004 قام رسول بمعاونة عدد من المعتقلين السابقين منهم: آصف إقبال، وروهال أحمد بجمع الأدلة المتعلقة بتعذيب المعتقلين داخل غوانتانامو وتعرضهم للإساءة والإهانة من قبل المحققين والجنود. كما قام برفع دعوى قضائية ضد وزير الدفاع الأمريكي السابق دونالد رامسفيلد. أتاحت بوابة العدل بلاهاي الوصول إلى وثائق المحاكم الرسمية ذات الصلة بقضية رسول ضد بوش.